# Desmodium michelianum
Desmodium michelianum är en ärtväxtart som först beskrevs av Anton Karl Schindler, och fick sitt nu gällande namn av Bernice Giduz Schubert och Mcvaugh. Desmodium michelianum ingår i släktet Desmodium och familjen ärtväxter. Inga underarter finns listade i Catalogue of Life.